# Jacqueline Gadsden
Pour les articles homonymes, voir Jane Daly.
Jacqueline Gadsden est une actrice américaine, née le 3 août 1900 à Lompoc (Californie), morte le 10 août 1986 à San Marcos (Californie).
Elle est parfois créditée Jacqueline Gadsdon ou Jacquelin Gadsdon (et, pour ses deux derniers films, Jane Daly).

## Biographie
Jacqueline Gadsden mène une courte carrière au cinéma, apparaissant dans seulement vingt-cinq films américains durant la période du muet. Le premier est Cordelia the Magnificent (en) de George Archainbaud (avec Clara Kimball Young et Huntley Gordon), sorti en 1923. Le dernier, sous le nom de Jane Daly, est L'Île mystérieuse de Lucien Hubbard (avec Lionel Barrymore et Lloyd Hughes), film partiellement sonore sorti en 1929, après lequel elle se retire définitivement.
Entretemps, citons La Femme de Don Juan de King Vidor (1924, avec Eleanor Boardman et John Gilbert), Le Coup de foudre de Clarence G. Badger (1927, avec Clara Bow et Antonio Moreno) et À l'ouest de Zanzibar de Tod Browning (1928, avec Lon Chaney et Lionel Barrymore).

## Filmographie partielle
- 1923 : Cordelia the Magnificent de George Archainbaud : Gladys Northworth
- 1923 : Big Dan de William A. Wellman : Nellie McGee
- 1923 : A Chapter in Her Life de Lois Weber : Eloise Everingham
- 1923 : Skid Proof de Scott R. Dunlap
- 1924 : Son heure (His Hour) de King Vidor : Tatiane Shebanoff
- 1924 : The Flaming Forties de Tom Forman : Sally
- 1924 : La Femme de Don Juan (The Wife of the Centaur) de King Vidor : Hope Larrimore
- 1924 : L'École des cocottes (The Goldfish) de Jerome Storm : Helen Crane
- 1925 : Not So Long Ago de Sidney Olcott : Ursula Kent
- 1925 : Le Mauvais Chemin (Ridin' the Wind) , de Del Andrews : May Lacy
- 1925 : Man and Maid de Victor Schertzinger : Lady Hilda Bulteel
- 1925 : La Veuve joyeuse (The Merry Widow) d'Erich von Stroheim : Madonna
- 1925 : A Regular Fellow d'A. Edward Sutherland : La princesse
- 1927 : Le Coup de foudre (It) de Clarence G. Badger et Josef von Sternberg : Adela Van Norman
- 1927 : The Thirteenth Hour (en) de Chester M. Franklin : Mary Lyle
- 1927 : La Morsure (The Show) de Tod Browning : La serveuse blonde
- 1928 : La Belle aux cheveux roux (Red Hair) de Clarence G. Badger : Minnie Luther
- 1928 : Beyond London Lights de Tom Terriss : Lady Dorothy
- 1928 : À l'ouest de Zanzibar ou Le Talion (West of Zanzibar) de Tod Browning : Anna
- 1929 : The Quiter de Joseph Henabery : Doris
- 1929 : L'Île mystérieuse (The Mysterious Island) de Lucien Hubbard, Benjamin Christensen et Maurice Tourneur : Sonia Dakkar